# Heinkel He 177 Greif (versioni)

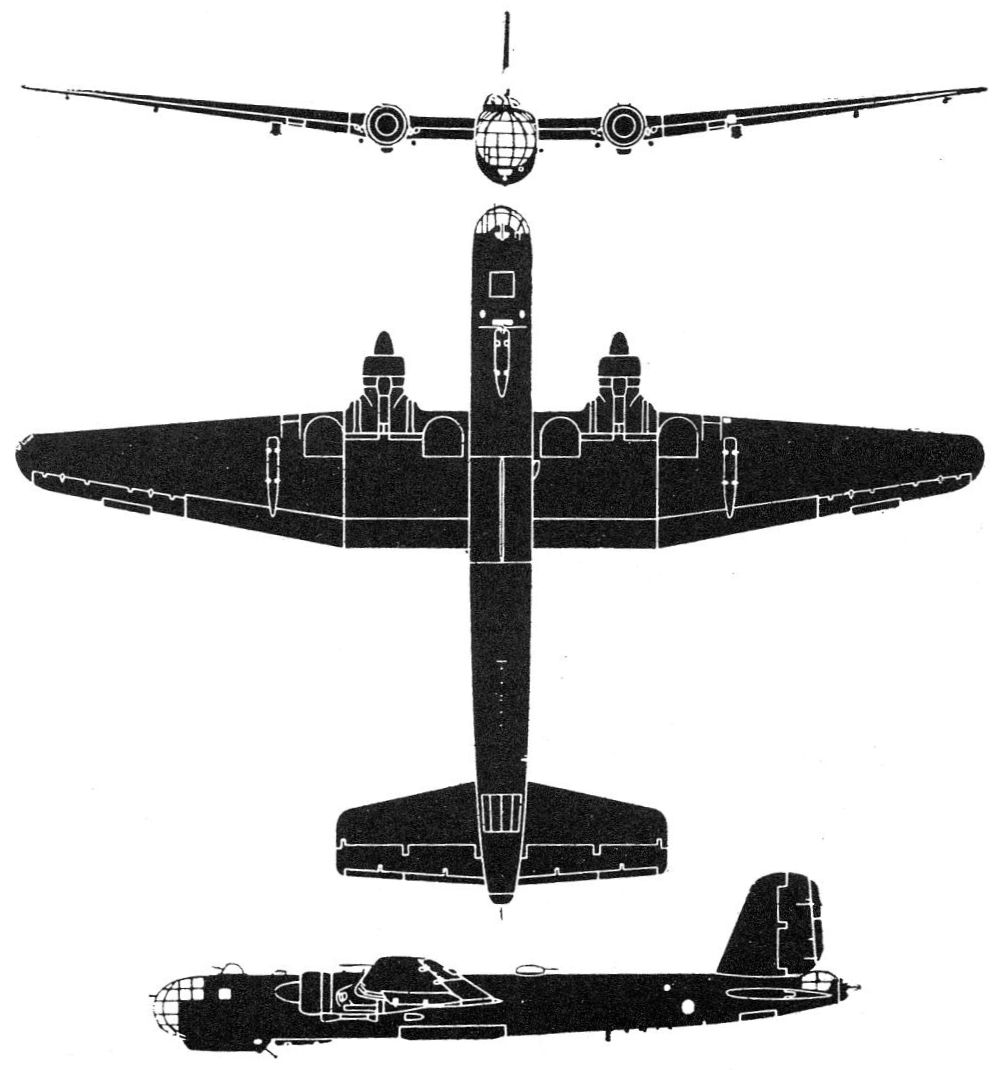
Tavola prospettica dell'He 177 A-5

In questa pagina vengono descritte le diverse versioni del bombardiere He 177 Greif.
La produzione del velivolo avvenne, in tempi diversi, negli stabilimenti Heinkel di Oranienburg e Marienehe e nello stabilimento Arado di Warnemünde.

## Versioni operative

### He 177 A-0
I primi He 177 furono prodotti dalla Heinkel e dalla Arado che produssero trentacinque velivoli di pre-produzione designati He 177 A-0. Questi esemplari iniziarono a volare agli inizi del 1941. Erano dotati di una torretta dorsale motorizzata ma ad azionamento manuale situata dietro l'abitacolo, tre mitragliatrici nel muso e una in coda. Inoltre questi velivoli furono gli ultimi ad essere dotati di freni di picchiata che verranno eliminati su tutte le versioni successive. L'obbligo di dover effettuare attacchi in picchiata venne definitivamente revocato il 15 settembre del 1942.

### He 177 A-1
A questi seguirono 135 esemplari di produzione o He 177 A-1 tutti prodotti dalla Arado. Il peso di questi velivoli aveva raggiunto i 30.000 kg ed avevano il timone di coda di forma arrotondata, che da questo momento in poi verrà utilizzato su tutte le versioni successive. La A-1 venne prodotta a sua volta in quattro sottoversioni. La A-1/R1 era la versione bombardiere, la A-1/R2 era sempre una versione da bombardamento ma con la postazione difensiva posteriore della gondola ventrale sostituita da una posizione per il puntatore. La A-1/R3 era dotata, sotto la parte posteriore della fusoliera, di una postazione difensiva a controllo remoto armata con una mitragliatrice MG 151/13 da 13 mm. Infine la A-1/R4 aveva un cannoncino MG 151/20 nella postazione posteriore della gondola ventrale e di una torretta dorsale dotata di una MG 131. I primi He. 177 A-1 entrarono in servizio nel luglio del 1942. Dodici He 177 A-1 furono trasformati in distruttori (Zerstörer) a largo raggio, He 177 A-1/U2, montando due cannoni MG 101 sotto il muso.

### He 177 A-3
Alla A-1 seguì la versione He 177 A-3 che venne realizzata dalla Arado e dalla Heinkel. La differenza principale con la A-1 era costituita dall'allungamento di 1,6 m della fusoliera subito dietro l'ala e dalla installazione di una torretta dorsale armata con due MG 131. Piccole modifiche furono effettuate anche alle gondole dei motori. Per trovare una soluzione ai problemi generati dal DB606 venne deciso di montare sulla versione A-3 il nuovo DB610 che prometteva una potenza di 2.950 hp (2.199 kW) al decollo e 3.100 hp (2.311 kW) a 2.000 m. Questo motore, per configurazione identico al DB606, era realizzato unendo due DB605. Il DB610 doveva essere il motore standard del velivolo dalla versione A-3 in avanti ma sui primi quindici esemplari, a causa della scarsità di DB605, venne montato ancora il DB606. Anche il DB610 però si rivelò un motore piuttosto bizzoso e si ripresentarono molti dei problemi riscontrati con la precedente unità. Come per la precedente A-1 anche la versione A-3 fu prodotta in diverse sottoversioni. La versione standard da bombardamento era la A-3/R1. La A-3/R2 era una versione dotata di un impianto elettrico migliorato e di una postazione difensiva modificata e armata con un cannone da MG 151 da 20 mm, al posto della precedente mitragliatrice, nella parte anteriore della gondola. Anche la postazione caudale venne riprogettata per permettere al mitragliere di svolgere il suo compito in posizione seduta. Anche per questa postazione venne adottato un singolo MG 151 da 20 mm al posto della precedente MG 131 da 13 mm. La A-3/R3 era una versione realizzata per fungere da piattaforma per il lancio della bomba radioguidata Henschel Hs 293 e disponeva del sistema di controllo e guida dell'ordigno del tipo Kehl-Straßburg. Il velivolo poteva trasportarne tre in totale, due sotto le ali e una sotto la fusoliera. La A-3/R4 era una versione migliorata della precedente R3. La gondola ventrale era stata allungata di 1,19 m in modo da incrementare lo spazio per l'operatore che doveva guidare la bomba e per i sistemi di controllo Kehl-Straßburg. La A-3/R5 era una versione da attacco al suolo dell'He 177 e ne vennero costruiti solo cinque esemplari. Era dotata di un cannone da 75 mm BK montato, insieme al caricatore, nella gondola ventrale. L'He 177 A-3/R7 era la sottoversione aerosilurante e bombardamento a lungo raggio. Come aerosilurante l'armamento principale sarebbe stato costituito dal siluro di produzione italiana L5. Ne vennero realizzati solo tre esemplari anche perché la capacità di trasporto del carico bellico era limitata al solo vano bombe posteriore, essendo quello anteriore utilizzato per ospitare un ulteriore serbatoio di carburante.

### He 177 A-5
La versione successiva ad entrare in servizio fu la A-5 nell'ottobre del 1943. Questa versione, He 177 A-5/R1, era ottimizzata per il trasporto di grandi carichi esterni quali le bombe radioguidate HS 293 o la bomba Ruhrstahl SD 1400 Fritz X e aveva una capacità di trasporto aumentata a 2.800 kg. Per svolgere questi compiti la struttura alare venne rinforzata e gran parte dei flap furono rimossi e si montarono dei punti di attacco alari. I motori rimasero i DB610. Le altre sottoversioni realizzate furono la A-5/R2, che manteneva la gondola ventrale divisa in tre sezioni ma con i portelli della sezione anteriore bloccati in posizione chiusa. Su questa sezione era montato un punto di attacco esterno. Sulla He 177 A-5/R5, della quale venne completato un solo esemplare, venne montata ulteriore postazione difensiva a controllo remoto, armata con una mitragliatrice da 13 mm, sotto la parte posteriore della fusoliera. La A-5/R6, un solo esemplare costruito, aveva due sezioni della gondola ventrale chiuse. La A-5/R7 era dotata di cabina pressurizzata mentre la A-5/R8 aveva, in coda e sul muso, una postazione difensiva a controllo remoto.

## Versioni sperimentali
Altre versioni del velivolo vennero ipotizzate ma rimasero allo stadio di prototipo.

### He 177 A-2
L'He 177 A-2 doveva essere la versione da bombardamento da alta quota del velivolo ma non venne realizzata.

### He 177 A-4
Un successivo sviluppo doveva essere costituito dalla versione A-4, specificatamente progettata per operare ad alta quota. Successivamente designato He 274 il prototipo verrà completato in Francia, dove era in costruzione al momento dell'arrivo delle truppe alleate, come AAS.A1.A solo dopo la fine del conflitto. Sembra che questo velivolo sia stato demolito nel 1953.

### He 177 A-6
La A-6/R1, sei esemplari realizzati trasformando dei precedenti A-3 e A-5, era dotata di corazzature incrementate e armamento difensivo potenziato con quattro mitragliatrici nella postazione di coda. La capacità di trasporto del carico bellico era stata aumentata a 3.500 kg. La A-6/R2 aveva la parte anteriore della fusoliera riprogettata ed armamento nuovamente incrementato da una mitragliatrice MG 131 montata nella postazione inferiore anteriore. La postazione anteriore superiore venne armata con un cannone MG 151 mentre in coda venne adottata una torretta HDL81 armata con quattro mitragliatrici. Ne venne costruito un solo esemplare.

### He177 A-7
La He 177 A-7, ottenuta trasformando degli He 177 A-5, era dotata di una maggiore apertura alare, 36 metri, e avrebbe dovuto montare i nuovi motori DB613 che dovevano fornire 3.600 hp (2.684 kW). Il carico bellico trasportabile era ora di 4.200 kg. Venne realizzata in sei esemplari ottenuti dalla trasformazione di altrettanti A-5 dotati di motori DB610.

### He 177 A-8
L'He 177 A-8 era la versione quadrimotore del velivolo. Per cercare di risolvere i problemi generati dai propulsori si passò ad una configurazione più convenzionale con quattro motori BMW 801E montati in gondole singole. Successivamente venne ridesignata He 177 B-5. Il B-5 effettuò il primo volo nell'agosto del 1944. Furono tre gli esemplari trasformati l'He 177 V9, un velivolo della versione A-0, l'He 177 V101 (ex A-3) e He 177 V102 (ex A-5). Nonostante gli sforzi la produzione della versione B-5 era però già stata cancellata il 26 giugno del 1944.

### He 177 A-10
La versione A-10 doveva essere sempre motorizzata con quattro BMW801E e sarebbe stata ottenuta dalla trasformazione dei velivoli della versione A-7. Successivamente venne designata He 177 B-7.